# Jan Ernesti
Jan Ernesti, Johannis Ernesti (ur. 23 lipca 1632 w Kisielicach, zm. 10 grudnia 1709 we Wrocławiu) – niemiecko-polski leksykograf, autor podręczników do nauki języka polskiego dla Niemców, nauczyciel i pastor. 
Od 1645 uczęszczał do gimnazjum w Elblągu, a od 1645 w Toruniu.  W Toruniu prawdopodobnie uczył się języka polskiego, co było istotne dla jego późniejszej działalności leksykograficznej. W 1657 wyjechał do Niemiec, gdzie podjął naukę teologii w Wittenberdze na tamtejszym uniwersytecie, ale po jakimś czasie zrezygnował z edukacji. W 1662 uczył w szkole w Bojanowie w Wielkopolsce. W roku 1670 przeprowadził się z Bojanowa do Wrocławia, by prowadzić tamtejszą Miejską Szkołę Polską, czym zajmował się do śmierci. Był też duchownym w protestanckim kościele św. Urszuli i Jedenastu Tysięcy Dziewic.
Publikacje J. Ernestiego
Napisał 10 podręczników do nauki języka polskiego dla Niemców i 3 książki z własnymi tłumaczeniami niemieckich modlitw na polski.
Językowe:
- „Forytarz języka polskiego”. Wyd. drukarnia Baumannów, Wrocław 1674[6].
- „Przewodnik Pokazujący Pilnemu, jako Języka w krotkiem Czasie łatwie nabyć polskiego y onego z Pożytkiem pożądanem zażywac może: Młodzi Wrocławskiey ku lepszemu wyprawiony”. Brzeg, 1682, nakładem autora[5].
- podręcznik „Polnischer Donat”. Toruń, 1689 i drugie wydanie: Wrocław 1702[7]
- słownik polsko-niemiecki „Polnisches Hand-Büchlein darinnen nebst denen Stamm-Vieldeutenden-Sprüch-Wörtern, auch allerhand täglich vorfallende Redensarten enthalten, vor die Bresslauische Polnische Schul verfertiget”. Wyd. Christian Okeln, Świdnica, 1689 r.[8]
- podręcznik „Polnischer Trichter”, dwa wydania w Brzegu: 1692, 1695[7]

Religijne:
- „Ekscytarz serc nabożnych”. 1687 Toruń.[7]